# 20 شعبان
- السبت
- الأحد
- الاثنين
- الثلاثاء
- الأربعاء
- الخميس
- الجمعة

- 2525 يناير 2025
- 2626 يناير 2025
- 2727 يناير 2025
- 2828 يناير 2025
- 2929 يناير 2025
- 3030 يناير 2025
- 131 يناير 2025
- 21 فبراير 2025
- 32 فبراير 2025
- 43 فبراير 2025
- 54 فبراير 2025
- 65 فبراير 2025
- 76 فبراير 2025
- 87 فبراير 2025
- 98 فبراير 2025
- 109 فبراير 2025
- 1110 فبراير 2025
- 1211 فبراير 2025
- 1312 فبراير 2025
- 1413 فبراير 2025
- 1514 فبراير 2025
- 1615 فبراير 2025
- 1716 فبراير 2025
- 1817 فبراير 2025
- 1918 فبراير 2025
- 2019 فبراير 2025
- 2120 فبراير 2025
- 2221 فبراير 2025
- 2322 فبراير 2025
- 2423 فبراير 2025
- 2524 فبراير 2025
- 2625 فبراير 2025
- 2726 فبراير 2025
- 2827 فبراير 2025
- 2928 فبراير 2025

20 شعبان أو 20 شعبان المُعَظّم أو يوم 20 \ 8 (اليوم العشرون من الشهر الثامن) هو اليوم السابع والعُشرون بعد المائتين (227) من أيَّام السنة (أو الثامن والعُشرون بعد المائتين لو كان شهر جمادى الآخرة مُتممًا لليوم الثلاثين أو التاسع والعُشرون بعد المائتين لو أتم كلًا من صفر وربيع الآخر وجمادى الآخرة ثلاثين يومًا) وفق التقويم الهجري القمري (العربي). يبقى بعده 127 أو 128 يومًا لانتهاء السنة.

## أحداث
- 852 هـ - السلطان العثماني مراد الثاني ينتصر على جيوش أوروبا المؤلفة من مائة ألف مقاتل في معركة قوصوه بعد 3 أيام من القتال الشرس الذي قتل فيه 17 ألف أوروبي، وتعد هذه الحملة الصليبية هي الحملة السادسة التي تجهزها أوروبا لطرد العثمانيين من القارة لكنها فشلت في تحقيق الهدف.
- 987 هـ - اغتيال الصدر الأعظم رئيس الوزراء للدولة العثمانية محمد باشا الصقللي، الذي قضى في الصدارة مدة 14 عامًا، وهو ممن قضوا فترة طويلة في الصدارة العثمانية.
- 1015 هـ - الأمير عبد الله ابن الشيخ المأمون يهزم عمه أبو فارس عبد الله ويدخل مراكش ويستبيحها بالكامل.
- 1383 هـ - البابا بولس السادس يقابل بطريرك كنيسة الروم الأرثوذكس أثيناغوراس الأول في القدس في أول لقاء يجمع قادة الكنيستي الأرثوذكسية والكاثوليكية منذ قرون.
- 1387 هـ - صدور قرار مجلس الأمن الدولي رقم 242 بعد حرب النكسة، وقد نص القرار على انسحاب إسرائيل من الأراضي التي إحتلتها نتيجة هذه الحرب واحترام سيادة دول المنطقة على أراضيها وحرية الملاحة في الممرات الدولية وحل مشكلة اللاجئين وإنشاء مناطق منزوعة السلاح.
- 1408 هـ - الاتحاد السوفيتي يعلن عزمه الانسحاب من أفغانستان.
- 1423 هـ - انتهاء أزمة احتجاز 800 رهينة روسي داخل أحد مسارح موسكو من قبل المتمردين الشيشان وذلك بعد اقتحام القوات الخاصة الروسية للمسرح مستخدمة الغازات المخدرة مما أدى إلى مصرع 50 شيشاني و150 مدني.
- 1428 هـ - الجيش اللبناني يعلن سيطرته الكاملة على مخيم نهر البارد ونهاية العمليات العسكرية في المخيم وذلك بعد القضاء على أفراد تنظيم فتح الإسلام واعتقال بقية أفراده.
- 1430 هـ - الكويت تعلن إلقاء القبض على ستة أعضاء في خلية إرهابية مكونه من سته أشخاص ذات صلة بتنظيم القاعدة كانوا يخططون للهجوم على قاعدة عسكرية أمريكية على أراضي الكويت وعلى مبنى أمن الدولة وأماكن حساسة أخرى.
- 1436 هـ - حزب العدالة والتنمية يحوز العدد الأكبر من الأصوات، لكنه يخسر الأغلبية المطلقة في الانتخابات التشريعية التركية.
- 1442 هـ - تنصيب محمد بازوم رئيسًا للنيجر، وهو أول رئيس عربي الأصل للبلاد.

## مواليد
- 1310 هـ - عبد الرحمن عزام، مجاهد وسياسي مصري وأول أمين لجامعة الدول العربية.
- 1323 هـ - عبد العزيز الإسلامبولي، كاتب ومفكر مصري.
- 1352 هـ - كرم مطاوع، ممثل ومخرج مصري.
- 1353 هـ - عمو بابا، لاعب ومدرب كرة قدم عراقي.
- 1354 هـ - حسين الشربيني، ممثل مصري.
- 1355 هـ - عليا التونسية، مغنية تونسية.
- 1376 هـ - يوسف رزوقة، شاعر تونسي.
- 1377 هـ - غازي مشعل عجيل الياور، رئيس العراق.
- 1398 هـ - أسماء المنور، مغنية مغربية.
- 1401 هـ - أحمد فلوكس، ممثل مصري.
- 1403 هـ - يارا، مغنية لبنانية.
- 1406 هـ - عبد الله الظفيري، لاعب كرة قدم كويتي.

## وفيات
- 987 هـ - محمد باشا الصقللي، صدر أعظم عثماني.
- 1383 هـ - أديب لحود، كاتب مسرحي ومؤرخ ومدرس لبناني.
- 1395 هـ - هيلا سيلاسي، نجاشي إثيوبيا.
- 1384 هـ - بدر شاكر السياب، شاعر عراقي.
- 1385 هـ - أبو اسحق إبراهيم اطفيش، فقيه ومناضل وطني من أعلام المذهب الإباضي بالجزائر.
- 1386 هـ - عبد الرحمن الرافعي، مؤرخ مصري.
- 1400 هـ - عبد الحميد شرف، رئيس وزراء الأردن.
- 1405 هـ - عبد المحسن بن عبد العزيز آل سعود، أمير منطقة المدينة المنورة.
- 1428 هـ - رجاء بلمليح، مغنية مغربية.

## وصلات خارجية
- موقع قصة الإسلام: حدث في شهر شعبان.